# Корица (пряность)
Корица — кора некоторых видов растений рода коричник, используемая в кулинарии как пряность.

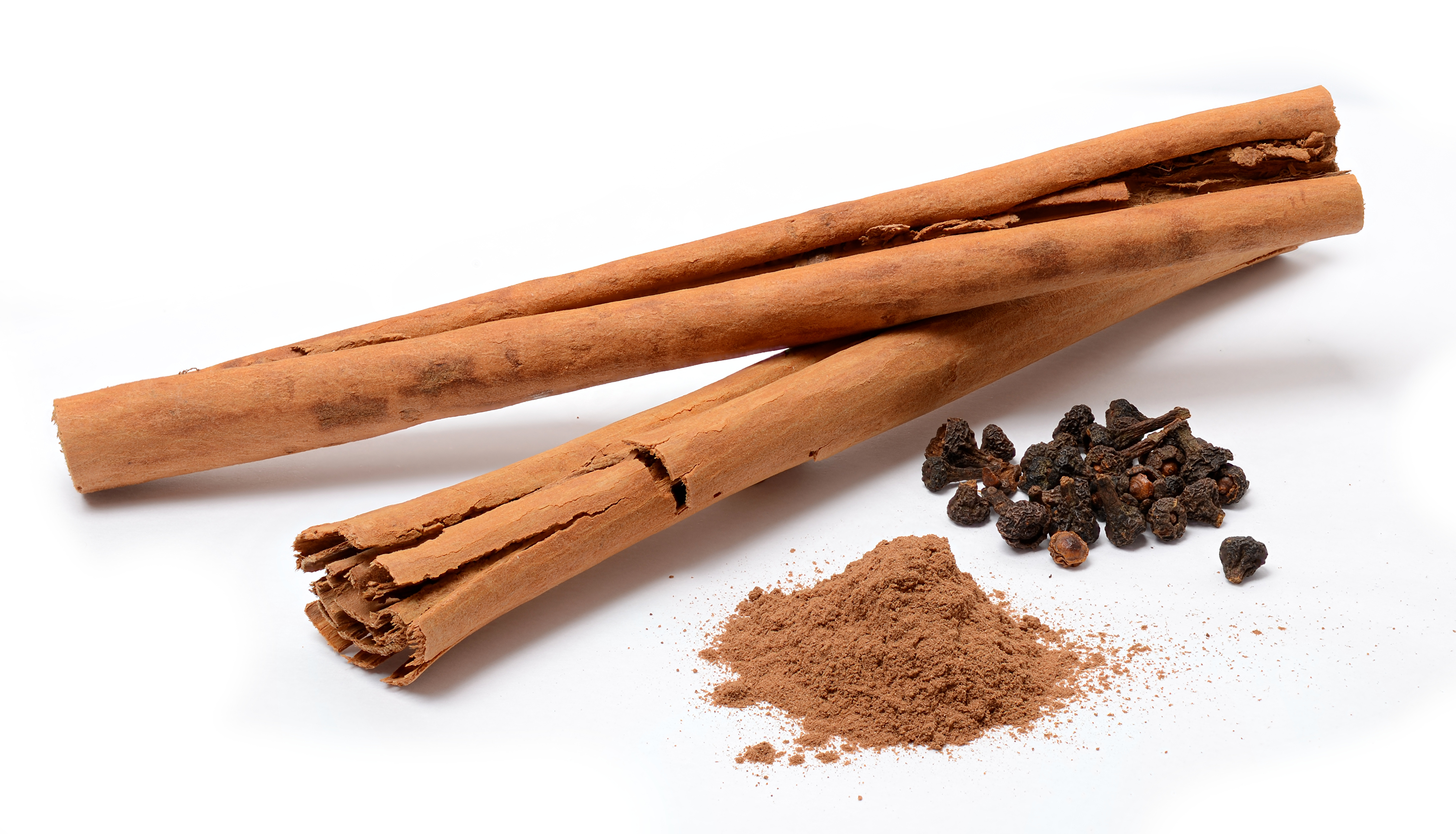
Корица настоящая целая и молотая, ягоды корицы
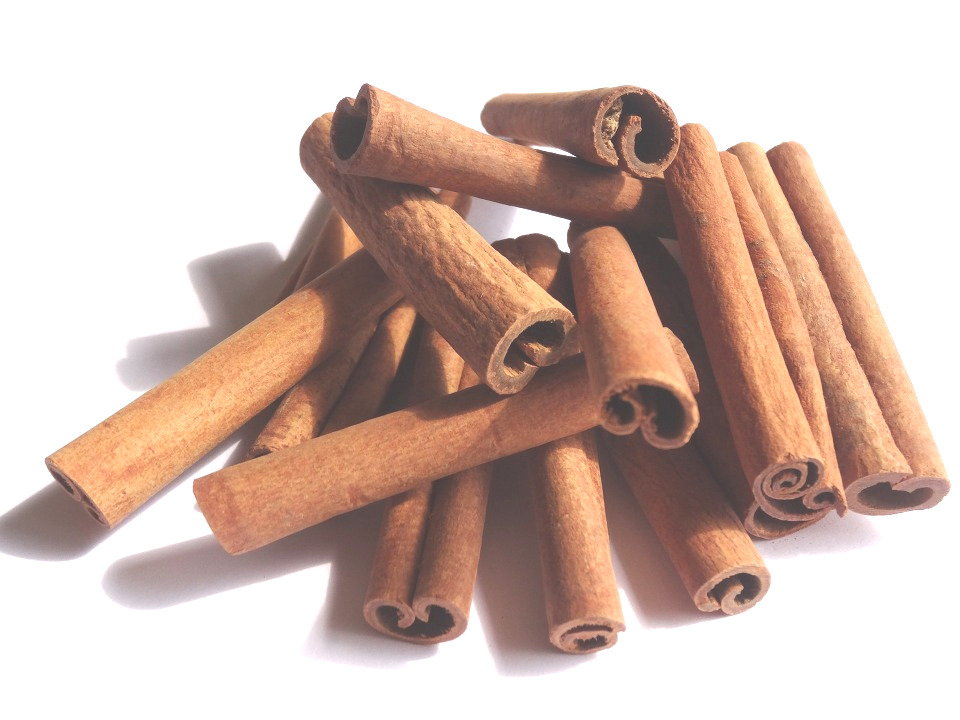
Кассия — китайская, индийская или индонезийская корица

## Виды

### Цейлонская

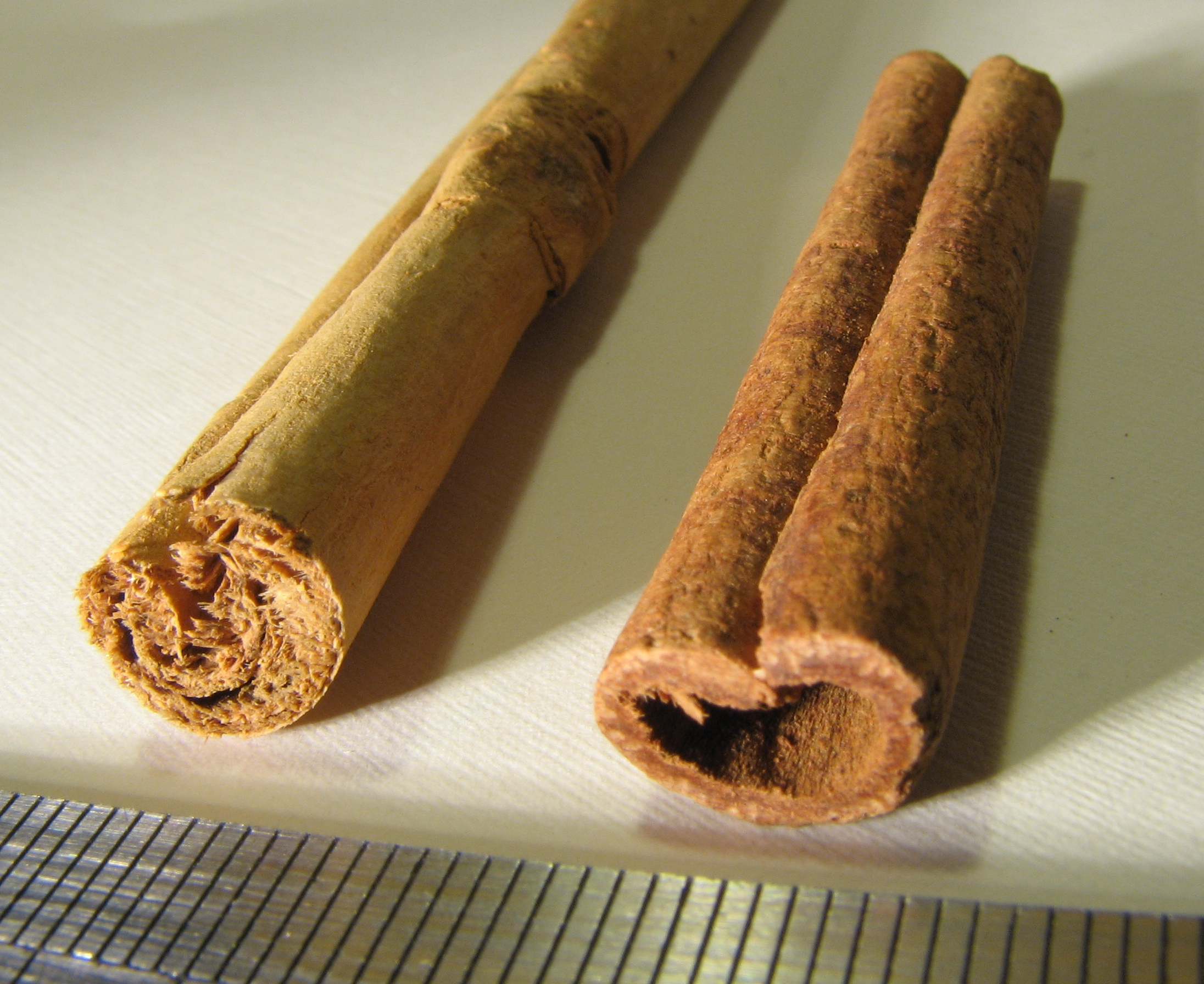
Слева — Цейлонская корица (Cinnamomum verum), справа — Индонезийская корица-кассия (Cinnamomum burmanni)

Цейлонская корица (торговое название), Настоящая, Благородная корица (Cinnamomum verum или Cinnamomum zeylanicum). В России и европейских странах ценится выше корицы китайской.
Родина: Шри-Ланка, Юго-Западная Индия. Выращивается в странах тропического пояса: Индии, Индонезии, Малайзии, Французской Гвиане.
Толщина высушенной коры от 0,2—0,5 мм до 1 мм. Цвет снаружи жёлто-коричневый, светло-коричневый; внутри немного темнее. Свёртывается в трубочки. Легко ломается. Аромат нежный; вкус сладковатый, немного жгучий, тёплый.

### Китайская
Китайская корица (торговое название), Простая, Ароматная корица, Кассия-канель (Cinnamomum aromaticum или Cinnamomum cassia).
Родина: Южный Китай. В диком виде произрастает во влажных субтропических горных лесах Южного Китая. Выращивается в Китае, Юго-Восточной Азии (Камбоджа, Лаос, Индонезия), на Мадагаскаре и других тропических и субтропических странах.
Толщина высушенной коры до 2 мм и более. Представлена в виде слегка изогнутых кусочков коры или в виде жёстких трубочек, часто закрученных с двух сторон. Цвет снаружи красно-коричневый с серо-коричневыми пятнами, внутри коричневый. Вкус более резкий, чем у цейлонской корицы, ароматичный, сладковатый, терпко-вяжущий, немного жгучий.

### Индийская
Малабарская корица (торговое название), Древесная корица, Кассия-вера (Cinnamomum tamala Nees).
Родина: Юго-Западная Индия. Произрастает в Индии и Мьянме.
Толщина высушенной коры до 3 мм и более. Цвет неровный, тёмно-бурый. Значительно менее ароматная; вкус сильно вяжущий, с оттенком горечи.

### Пряная
Пряная корица (торговое название), Циннамон (Cinnamomum culilawan Blume).
Родина: Молуккские острова. Выращивается в Индонезии.
Представляет собой тонкую кору в виде кусочков размером 1—2 см, цвет беловато-бежевый снаружи и жёлто-красный внутри. Аромат остропряный, вкус пряно-жгучий.

## Условия культивирования
Цейлонскую корицу выращивают в течение двух лет, потом срезают под корень. После этого на следующий год дерево даёт около десятка новых побегов. С них срезают кору, которая сушится. При высыхании кора скручивается в трубочки-свитки, которые режут на куски длиной по 5-10 см.
Приправа представляет собой 6—10 слоев тончайшей внутренней коры, свёрнутые вместе в палочку сразу же после отделения от дерева. Затем трубки сушатся. Чем тоньше кора, тем тоньше аромат корицы. Палочки корицы хранятся долго, так как они очень медленно теряют свой аромат.
Для определения качества корицы используется специальная единица — экелле. Лучшее качество маркируется 00000 и опускается до 0, затем ниже — от I до IV. Также стоимость палочек существенно зависит от их состояния. Импортируемая в Европу корица маркируется «Гамбург» (Hamburg) и считается худшим по качеству сортом, который, впрочем, не отличается по вкусу от других сортов в молотом виде. Для европейского рынка корица практически всегда поступает молотой.

## Применение
Добавляется при приготовлении ряда десертов, шоколада, острых леденцов, для ароматизации алкогольных (ликёр) и горячих напитков (чаёв, кофе, какао).
На Ближнем Востоке корица часто используется в острых блюдах из курицы или баранины. В Азии порошок корицы также используется для смесей пряностей. Местные жители используют в пищу листья корицы так же, как европейцы лавровый лист.
В Америке корицу и сахар часто применяют как добавку к каше или фруктам, особенно к яблокам.
В Германии корица чаще всего встречается в сочетании с сахаром, для приготовления сладких блюд, выпечки и глинтвейна, реже для острых и мясных блюд.
Корицу используют при консервировании, особенно — в маринадах.
Корица имеет высокое антиоксидантное действие. Коричное эфирное масло также обладает антимикробными свойствами.
Корицу нельзя употреблять при беременности.